# Dana Dentata
Dana Dentata  est une musicienne et mannequin canadienne. Ancienne strip-teaseuse et leader d'un groupe de heavy metal,, Dentata se fait connaître en fusionnant shock rock et horrorcore sur son premier album Pantychrist sorti en 2021,,.

## Biographie
Dentata est née à Toronto, dans l'Ontario, au Canada. Elle a grandi dans la banlieue proche d'Etobicoke.

## Carrière
Dentata commence sa carrière comme strip-teaseuse, et se produit d'abord avec un groupe de heavy metal appelé Dentata. Son nom de scène vient du mythe du vagin dentata, qui signifie en latin « vagin denté ». Avec la survie aux violences sexuelles et l'autonomisation des femmes comme thèmes centraux de son rap,, Dentata est cosignée par Kanye West et Marilyn Manson en 2018, et tourne avec des groupes tels que Korn et Evanescence.
En 2020, Dentata devient la première artiste féminine signée chez Roadrunner Records. Son premier album solo, Pantychrist, sort en 2021 et reçoit des critiques positives,,.
En janvier 2022, l'équipe juridique de Dentata envoie un avis de cessation et d'abstention à Lil Nas X, dont le vrai nom est Montero Lamar Hill, pour avoir prétendument volé des morceaux protégés par droit d'auteur issus clip de Pantychrist. Dentata annoncera ensuite poursuivre Hill en justice pour avoir fait la promotion de l'album Montero.

## Discographie

### Albums studio
- 2021 : Pantychrist